# جوزيف هاريس
جوزيف هاريس (16 أغسطس 1965 بتشيناي في الهند - ) (بالإنجليزية: Joseph Harris)‏ هو لاعب كريكت باربادوسي. شارك في دورة ألعاب الكومنولث 1998. وشارك مع منتخب كندا الوطني للكريكت ومنتخب باربادوس الوطني للكريكت.

## وصلات خارجية
- جوزيف هاريس على موقع إي آس بي آن كريك إنفو (الإنجليزية)